# Panóias de Cima
Panóias de Cima es una freguesia portuguesa del concelho de Guarda, con 12,65 km² de superficie y 573 habitantes (2001). Su densidad de población es de 45,3 hab/km².